# Anurapteryx
Anurapteryx is een geslacht van vlinders van de familie Sematuridae.

## Soorten
- A. beckeri Druce, 1897
- A. brueckneri Hering, 1928
- A. crenulata Barnes & Lindsey, 1919
- A. flavidorsata (Hampson, 1918)
- A. gephyra Hering, 1928
- A. insolita Strand, 1911
- A. interlineata Walker, 1854
- A. montana Beutelspacher, 1984
- A. ribbei Druce, 1891